# Serious Sam VR: The Last Hope
Serious Sam VR: The Last Hope est un jeu vidéo de tir à la première personne développé par Croteam et édité par Devolver Digital, sorti en 2016 sur Windows.